# Margaret Katherine Majer
Pour les articles homonymes, voir Majer.
 (mars 2020).
Si vous disposez d'ouvrages ou d'articles de référence ou si vous connaissez des sites web de qualité traitant du thème abordé ici, merci de compléter l'article en donnant les références utiles à sa vérifiabilité et en les liant à la section « Notes et références ».
Margaret Katherine Kelly, née Majer le 13 décembre 1898 et morte le 6 janvier 1990, est une mannequin, championne de natation et entraîneuse de l'équipe féminine de l'université de Pennsylvanie. Elle est l'épouse de John Kelly, triple médaillé d'or d'aviron aux Jeux Olympiques et la mère de Grace Kelly, actrice et princesse consort de Monaco. Elle est également la mère de John Kelly, champion d'aviron et la grand-mère du prince Albert II de Monaco.

## Jeunesse
Margaret Majer naît le 13 décembre 1898 à Philadelphie, dans l'état américain de Pennsylvanie. Elle est la fille de Carl Majer (1863-1922) et Margaretha Berg (1870-1949), tous deux immigrants prussiens. Margaret et sa fratrie grandissent dans le quartier de Strawberry Mansion. Elle fréquente l’école secondaire William Penn pour filles et poursuit ses études à l'université Temple. Athlète d'exception, elle excelle en natation et participe à des compétitions au sein de l'équipe universitaire. Sa beauté lui permet également d'occuper des emplois de mannequin et de faire la couverture de magazines.

## Carrière
Après avoir obtenu son Bachelor of Arts à l'université Temple en 1921, Margaret Majer succède à Ethel Loring comme monitrice d'éducation physique pour les étudiantes de l'université de Pennsylvanie. Elle y entraîne l'équipe féminine d’athlétisme, forme une équipe féminine de basketball et organise les premières compétitions féminines inter-universitaires. Des équipes de gymnastique, de softball, de natation et de tennis sont créées l'année suivante. Majer lève des fonds pour construire des courts de tennis pour femmes sur un terrain vacant à l'angle sud-est des rues Thirty-Fourth et Walnut. En seulement trois ans, elle se bâtit une réputation de fondatrice de l’athlétisme féminin de l'université de Pennsylvanie.

## Mariage
Margaret Majer épouse John Brendan Kelly en 1924, dix ans après leur première rencontre dans une piscine de quartier. Kelly, fils d’immigrants catholiques irlandais, est de neuf ans son aîné. Il a remporté une médaille d’or olympique à l'épreuve d'aviron en 1920. Après avoir travaillé dans les entreprises de briqueterie de ses deux frères aînés, il lance sa propre entreprise et devient millionnaire. Sur le plan politique, il se présente sans succès sous l'étiquette démocrate aux élections municipales de Philadelphie en 1935 et se serait également présenté aux élections sénatoriales si sa femme ne l'en avait pas dissuadé.
La famille de Margaret Majer étant luthérienne, elle se convertit au catholicisme avant le mariage. Le couple a quatre enfants : Margaret Katherine (1925–1991), John Brendan, Jr. (1927–1985), Grace Patricia (1929-1982) et Elizabeth Anne (1933–2009).

## Activités
Quand tous ses enfants sont scolarisés, Margaret Majer Kelly prend une part active dans diverses organisations civiques. En 1935, elle s'engage dans le Women’s Medical College of Pennsylvania. En reconnaissance de ses contributions, le Women’s Medical College donne son nom à une section de l’hôpital. Elle est également membre du conseil scolaire de Philadelphie de 1961 à 1964 et dirigeante de conseils de bénévoles à la Philadelphia Association for Retarded Children, au Moss Rehabilitation Hospital et au Committee for Philadelphia House.

## Décès
Margaret Majer Kelly décède le 6 janvier 1990 à Linwood, dans l'état du New Jersey.